# ردبای، مینه‌سوتا
ردبای (به انگلیسی: Redby) یک منطقهٔ مسکونی در ایالات متحده آمریکا است که در شهرستان بلترامی، مینه‌سوتا واقع شده‌است. ردبای ۱۴٫۶ کیلومتر مربع مساحت و ۱٬۳۳۴ نفر جمعیت دارد و ۳۷۱ متر بالاتر از سطح دریا واقع شده‌است.